# 八木兼近
八木 兼近（やぎ かねちか）は、江戸時代末期（幕末）の武士。

## 経歴
家紋は一つ楓で、山城国（現在の京都府京都市中京区）にある八木邸の八木本家の分家と伝えられている。陸奥国南部（後に分割により岩代国）安達郡（現在の福島県二本松市郭内三丁目）に存在した二本松藩に仕え、戊辰戦争にも出陣しておりその後は大日本帝国陸軍に勤めた。